# Zacisze (Biłgoraj)
Zacisze – najdalej na północny zachód wysunięta część miasta Biłgoraja, położona wzdłuż ulicy Zacisze.